# Canal Ceibal
Canal Ceibal è un canale televisivo pubblico uruguaiano. Tra i più recenti del Paese sudamericano, iniziò le trasmissioni il 2 novembre 2009, in attuazione del "Progetto Ceibal", varato dall'allora Presidente della Repubblica Tabaré Vázquez a seguito dell'adesione dell'Uruguay all'organizzazione internazionale no-profit One Laptop Per Child e finalizzato a fornire ad ogni alunno e insegnante delle scuole pubbliche un computer portatile.
Canal Ceibal trasmette programmi educativi rivolti a un pubblico di giovani studenti e relativi insegnanti. Attualmente le trasmissioni sono erogate per quattro ore al giorno, la mattina dalle 10.00 alle 12.00 e in serata dalle 18.00 alle 20.00. Alcuni programmi sono riproposti anche dalla Televisión Nacional de Uruguay, l'emittente statale uruguaiana.